# Béganyiresd
Béganyiresd románul: Breazova, falu Romániában, a Bánságban, Temes megyében.

## Fekvése
Facsádtól délkeletre, a Béga bal partján fekvő település.

## Története
Béganyiresd nevét 1579-ben említette először oklevél Brazova néven.
1778-ban Brassova (Pesty: Krassó II/1. 30), 1808-ban Brázová, 1888-ban Brázova, 1913-ban Béganyíesd néven írták.
1851-ben Fényes Elek írta a településről:
Brazova, Krassó vármegyében, 489 óhitü lakossal, s anyatemplommal, sok uras(ági) legelővel. Földesura a kamara.
A trianoni békeszerződés előtt Krassó-Szörény vármegye Facsádi járásához tartozott.
1910-ben 459 lakosából 455 román volt. Ebből 5 görögkatolikus, 454 görög keleti ortodox volt.

## Források

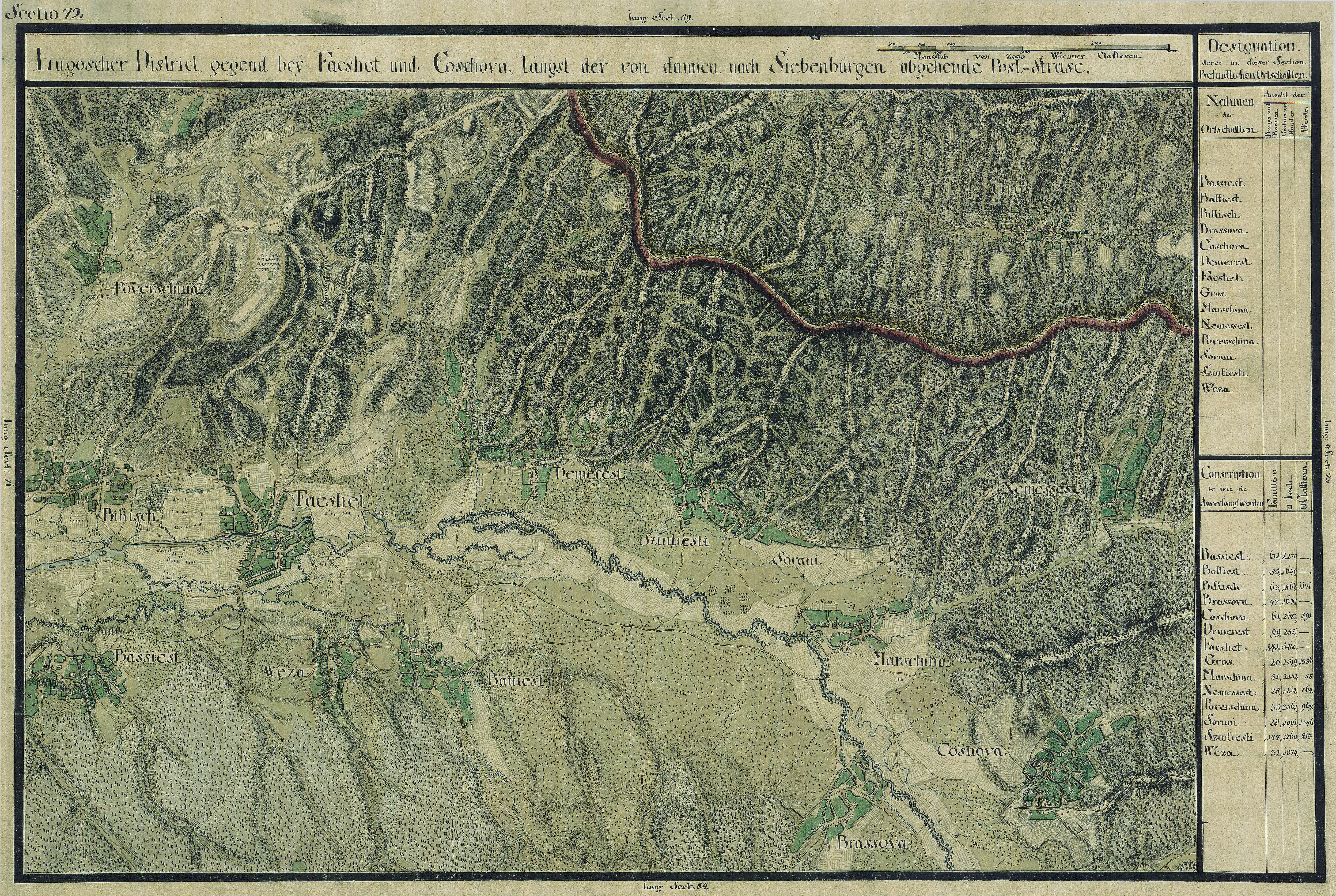
Béganyiresd egy régi térképen